# さくらんぼキッス 〜爆発だも〜ん〜
「さくらんぼキッス 〜爆発だも〜ん〜」（さくらんぼキッス ばくはつだもーん）は、2003年3月14日に戯画より発売された18禁恋愛アドベンチャーゲーム『カラフルキッス 〜12コの胸キュン!〜』のオープニング・エンディングテーマとして使用された楽曲。作詞・ボーカルはKOTOKO、作曲・編曲はC.G mixが手掛けている。

## 音楽性
「♪好〜き好き好き（×4）」、「ハイハイ」などの合いの手を含んだ電波ソング。歌とセリフの掛け合う部分では単なる合いの手ではなく長めのセリフパートを挿入したり、「ハイハイ」といった合いの手に限らずKOTOKOが声優のようなパフォーマンスを見せる部分もあったりと、歌だけでなくセリフや合いの手など様々な仕掛けを含ませたエンターテイメント性や演出性の高い楽曲となっている。
電波ソングブームの先駆けとなった作品の1つとして知られる。制作陣のなかで「キュンキュン系」と称される方向性を持った楽曲。

## リリース
本作はゲーム『カラフルキッス 〜12コの胸キュン!〜』の主題歌として、作中やデモムービーなどで使用された。2002年12月28日から30日にかけて開催されたコミックマーケットにてデモムービーとともに音源が初公開され、翌年1月24日には公式サイトでも公開となった。その後、本作の1コーラス分のmp3データ、高解像度版デモムービー、おまけボイス、壁紙などを収録したプロモーションCDが大阪・名古屋・東京にて配布され、2月28日には公式サイトにその内容がアップロードされた。
I'veは本作の大ヒットを受け、それまでゲームのテーマソング集『Girl's COMPILATION』シリーズには収録してこなかった明るい曲調のテーマソングや電波ソングを集めたコンセプトアルバム『SHORT CIRCUIT』を2003年11月27日にインディーズで発売した。
その後戯画は2004年2月6日にカラフルシリーズ第2弾として『カラフルハート 〜12コのきゅるるん♪〜』を発売し、オープニング・エンディングテーマ「きゅるるんKissでジャンボ♪♪」（作詞・ボーカル：KOTOKO、作曲・編曲：C.G mix）で引き続きKOTOKOを起用した。
さらに、2008年4月25日に発売されたカラフルシリーズ第3弾『カラフルウィッシュ 〜12コのマジ★キュン!〜』でも、主題歌「I need magic 〜解けないマジ☆キュン♪〜」を同じ制作陣（作詞・ボーカル：KOTOKO、作曲・編曲：C.G mix）が担当した。
2020年11月27日発売の『アイキス2』の三枝アヤメ・ヒナタルートED曲としてカバー曲が採用された。
2022年6月22日発売のKOTOKOの9枚目のオリジナルアルバム『すぅぃ〜とさいくろん-☆いぇいっ☆-』に本作のセルフカバーである「さくらんぼキッス 〜爆発だも〜ん〜 [2022mix]」が収録された。編曲は高瀬一矢が手掛けている。

## 批評

### 専門家による批評
音楽評論家の冨田明宏は2000年代の「萌える音楽」に関する考察の中で、本作と「PAPAPAPAPANTSU 〜だってパンツだもんっ！」（『DA・パンツ!!』オープニングテーマ）・「お兄ちゃんどいて！そいつ殺せない！」（PROJECT D）の計3曲を挙げ、「（これらの曲は）オタクでなければ許容できない濃い世界観、享楽的な音楽性を持ち、『萌える音楽』の1ジャンル、『電波ソング』が確立されていく」と、「電波ソング」ジャンルの確立に大きな影響を与えた曲と評した。2006年に三才ブックスより発行された『現代視覚文化研究』に収録された記事「同人音楽を聴こう!!」においては、KOTOKOが「極限のテンションを見せ」て披露する電波ソングの1つとして「きゅるるんKissでジャンボ♪♪」とともに列挙されている。

### 同業者からの反響
音楽ユニットMOSAIC.WAVのボーカル・み〜こはユニット結成時に、当時リリースされた本作から「こういう明るくて、楽しくて、ちょっと笑えるような曲調でいこう」と考えたと語っている。また、アニメソングなどを歌う日本の女性歌手・LiSAからは、詞中の「ちょっと（う〜ん）かなり幸せ〜」における「う〜ん」のように、メロディに乗せて歌われる詞の合間に裏で挿入されるフレーズについて「心の中をそのまま歌詞にしているイメージ」があるとし、KOTOKOが手掛けた詞の中では一番好きな作品と述べている。KOTOKOはLiSAとの対談の中で、彼女から指摘された箇所に関して、作詞の際には「背伸びしすぎて、自分にないものを描くと嘘になるし、自分のことばで歌う、表現するというのをいちばんのモットーにしている」ためとし、少し意識を働かせた部分と振り返った。

## 収録CD
カラフルキッス 〜12コの胸キュン!〜 主題歌マキシシングル
初回限定版・通常版ゲームパッケージに同梱。
SHORT CIRCUIT
I'veのコンセプトアルバム（2003年11月27日発売）。
戯画オープニングサウンドトラック Vol.2
18禁アドベンチャー・アクションゲーム『DUEL SAVIOR』（2004年10月1日発売）の初回版特典として同梱された主題歌ボーカル集CD。
カラフルサウンドコレクション
『カラフルキッス 〜12コの胸キュン!〜』・『カラフルハート 〜12コのきゅるるん♪〜』・『カラフルウィッシュ 〜12コのマジ★キュン!〜』の3作品のサウンドトラック（2008年4月25日発売）。
オマイラBEST -SHORT CIRCUIT BEST-
『SHORT CIRCUIT』・『SHORT CIRCUIT II』・『SHORT CIRCUIT III』からファン投票で選ばれた曲を収録したベストアルバム（2012年6月29日発売）。ファン投票で本作が1位となった。
KOTOKO's GAME SONG COMPLETE BOX "The Bible"
KOTOKOのゲームソングコンプリートCDBOX（2020年4月21日発売）。

### 書籍
- 北谷公識&編集部、村中宣彦（編）、2006、「同人音楽を聴こう!!」、『ゲームラボ特別編集「現代視覚文化研究」』、三才ブックス ISBN 4-86199-061-0
- 冨田明宏、2010、『アニソンマガジン 00年代「萌える音楽」総決算！』、洋泉社〈洋泉社MOOK〉 ISBN 978-4-86248-393-5

### 雑誌
- “KOTOKO×LiSAスペシャル対談 KOTOKOとLiSAがかなでることばのハーモニー”, 『コンプティーク』2012年7月号付録『ビジュアルアーツ20周年&大感謝祭 INTRODUCTION BOOK』 (角川書店), (2012)